# Georgefischeriales
De Georgefischeriales vormen een orde van Exobasidiomycetes uit de subklasse van de Exobasidiomycetidae. Er zijn 18 soorten bekend die tot deze orde behoren.

## Kenmerken en levenswijze
Vergeleken met de andere orden worden de leden van deze orde gekenmerkt door poreuze septa in de volwassen hyfen. Alle vertegenwoordigers zijn dimorf, dus wissel af tussen gistachtige en hyfenstadia. De teliosporen zijn lichtbruin tot donker van kleur en ontstaan in de vegetatieve delen van hun waardplanten. De interactiezones met de waardplant zijn lokaal en hebben geen interactie-apparaat of haustoria. De vier families verschillen in de vorm van hun basidia. De Tilletiariaceae zijn de enige vertegenwoordigers van de Exobasidiomycetes met phragmobasidia.
De meeste soorten parasiteren op eenzaadlobbigen, maar de twee vertegenwoordigers van de Georgefischeriaceae op de Windefamilie (Convolvulaceae).

## Taxonomie
De taxonomische indeling van de Georgefischeriales is als volgt:
Orde: Georgefischeriales
- Familie: Eballistraceae
- Familie: Georgefischeriaceae
- Familie: Tilletiariaceae